# Bad Wildbad

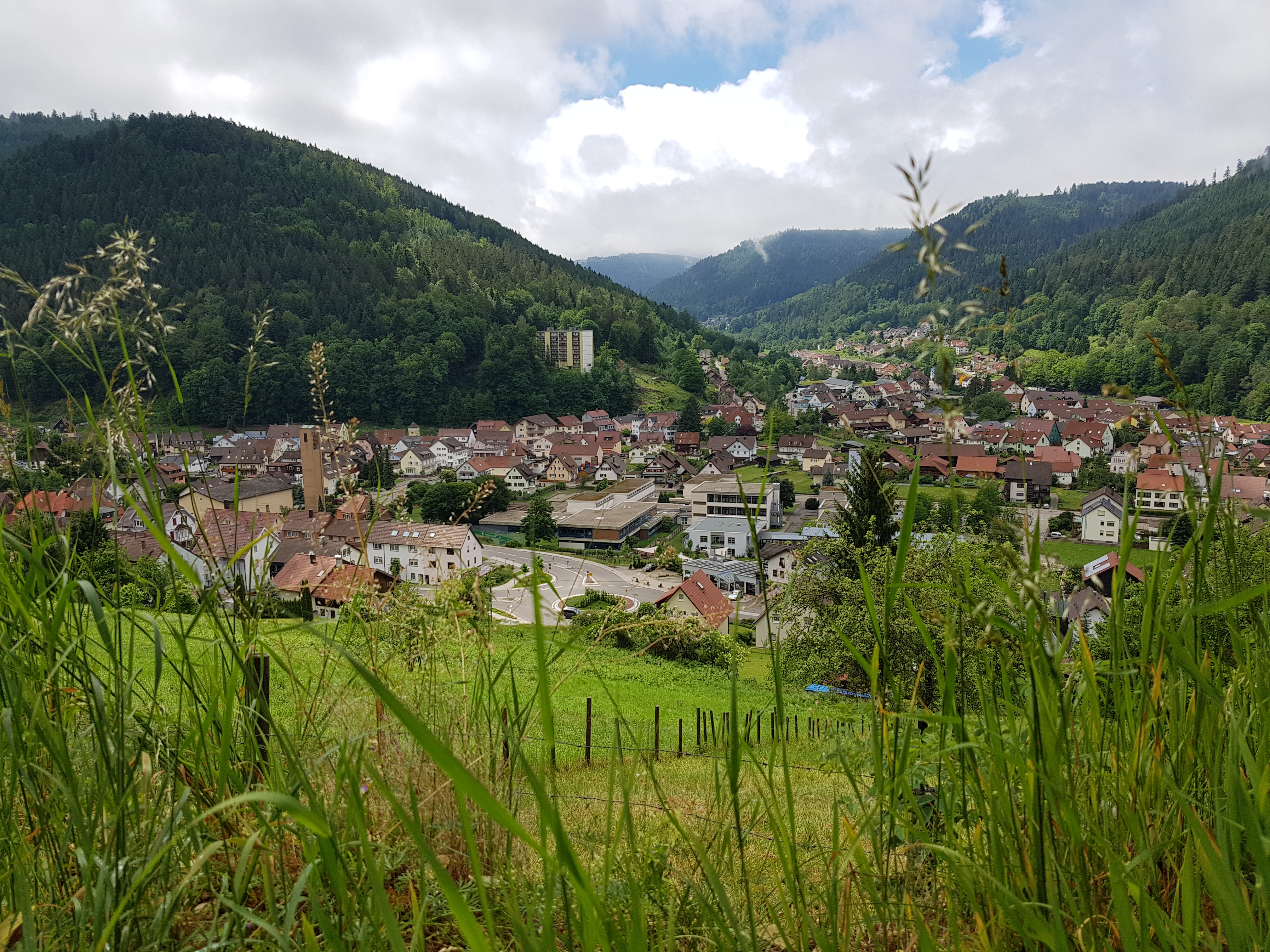
Bad Wildbad - Calmbach

Bad Wildbad è una città tedesca di 10 495 abitanti, situata nel land del Baden-Württemberg.

## Altri progetti

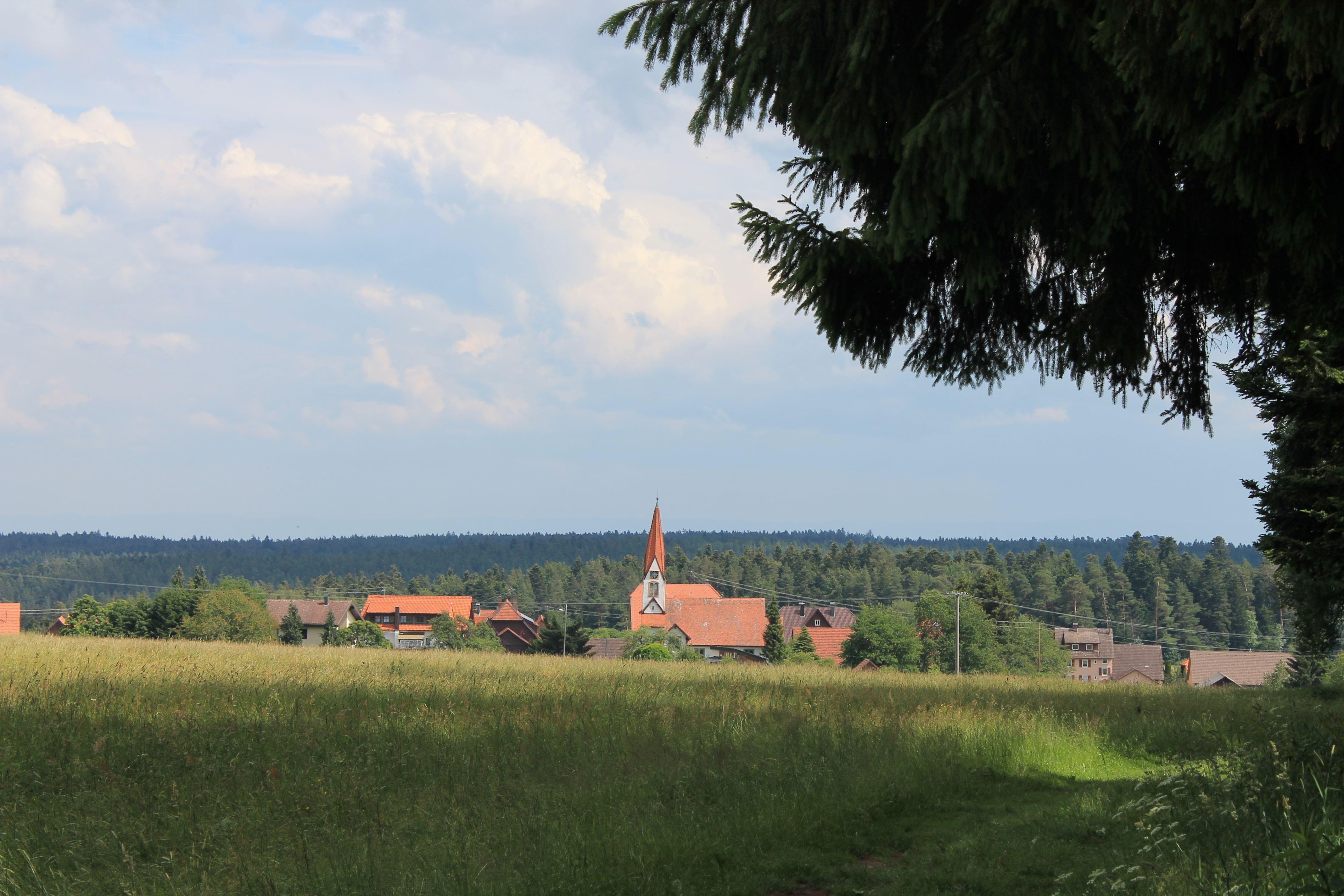
Bad Wildbad - Aichelberg

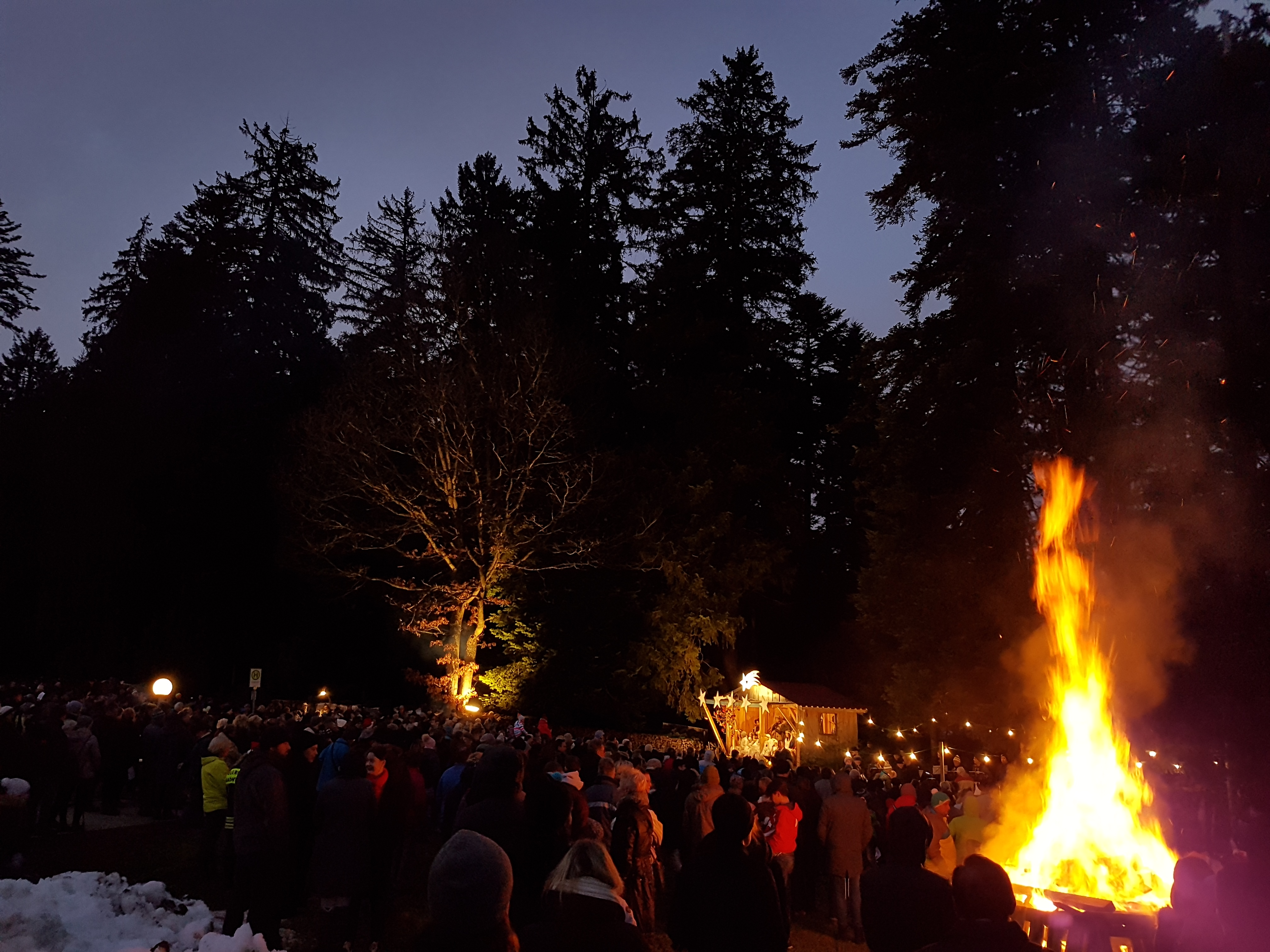
Natale - Bad Wildbad-Aichelberg, 24.12.